# 1515 Перротін
1515 Перротін (1515 Perrotin) — астероїд головного поясу, відкритий 15 листопада 1936 року.
Тіссеранів параметр щодо Юпітера — 3,367.